# (26367) 1999 CD1
(26367) 1999 CD1 là một tiểu hành tinh vành đai chính. Nó được phát hiện bởi Atsushi Sugie ở Dynic Astronomical Observatory Nhật Bản, ngày 2 tháng 2 năm 1999.